# Akrolith
Akrolith, akrolithon (görög végső+kő, latinosan acrolithus) az olyan szobrok neve, melyek teste eltérő anyagból készült, például a fej és a végtagok márványból, a test más részei kevésbé drága anyagból (fa, agyag). Ezzel a technikával készült például Pheidiasz híres olümpiai Zeusz-szobra, vagy az Akropolisz Parthenónjának Athéna Parthenosz szobra. A módszert szívesen alkalmazta Damophón is.